# Don't Play That Song (You Lied)
Clip vidéo
[vidéo] « Ben E. King, The Drifters — Don't Play That Song (You Lied) », sur YouTube
Don't Play That Song (You Lied) est une chanson de Ben E. King parue en 1962.

## Développement et composition
La chanson a été écrite par Ahmet Ertegün et l'épouse de Ben E. King, Betty Nelson.

## Reprises, adaptations et films

### Reprises
- Aretha Franklin sur l'album Spirit in the Dark paru en 1970
- Adriano Celentano sur l'album Disco Dance paru en 1977
- Mariah Carey l'a chanté en 1990[réf. nécessaire]
- Bruce Springsteen sur l'album Only the Strong Survive paru en 2022.

### Adaptations
- Johnny Hallyday sous le titre Pas cette chanson sorti en 1962

- Dick Rivers reprend cette version en 1966.